# Триглицинсульфат

Кристаллическая структура триглицинсульфата. Атомы водорода не показаны.

Триглицѝнсульфа́т (ТГС) — кристаллическое вещество химического состава {\displaystyle {\ce {(NH2CH2COOH)3.H2SO4}}}, является сегнетоэлектриком с водородными связями.

## Получение
Получают из глицина и серной кислоты с дальнейшей кристаллизацией из этанола:
{\displaystyle {\ce {3NH2CH2COOH + H2SO4 ->}}}
{\displaystyle {\ce {->(NH2CH2COOH)3.H2SO4}}}.

## Физические свойства
Образует кристаллы моноклинной сингонии, пространственная группа P21, параметры ячейки a = 0,9417 нм, b = 1,2643 нм, c = 0,5735 нм, β = 110°
Кристалл состоит из сульфат-ионов {\displaystyle {\ce {SO4^{2-}}}}, 2-х протонированных глицин-ионов {\displaystyle {\ce {N^+H3CH2COOH}}} и самопротонированных молекул {\displaystyle {\ce {N^+H3CH2COO^-}}}.
Испытывает сегнетоэлектрический фазовый переход типа порядок-беспорядок при температуре 49 °C, при этом точечная группа симметрии изменяется с 2/m на 2.
Величина спонтанной поляризации составляет 2,8 мкКл/см2 при 20 °C.

## Применение
Используется для создания пироэлектрических приёмников инфракрасного излучения.